# Biarritz Olympique
Biarritz Olympique eller Biarritz Olympique Pays Basque är en fransk rugbyklubb som spelar i Top 14, den högsta ligan i det franska seriesystemet. Klubben kommer från den baskiska staden Biarritz i regionen Nouvelle-Aquitaine i södra Frankrike. Biarritz Olympique är en klassisk rugbyklubb som vann flera mästerskap innan andra världskriget. På den första glansperioden följde några svagare decennier, men sedan 1980-talet är klubben stadigt etablerad i högsta ligan och har vunnit flera franska mästerskap, det senaste år 2006. Vid två tillfällen har Biarritz Olympique tagit sig till final i Heineken Cup, rugbyns motsvarighet till fotbollens UEFA Champions League, men förlorat bägge finalerna.
Olympique Biarritz och dess supportrar har en stark baskisk identitet. Den baskiska flaggan återfinns på klubbens speldräkt och används flitit av supportrarna, som även är kända för sina baskiska sånger.